# Lissodendoryx bifacialis
Lissodendoryx bifacialis är en svampdjursart som beskrevs av Claude Lévi 1983. Lissodendoryx bifacialis ingår i släktet Lissodendoryx och familjen Coelosphaeridae.
Artens utbredningsområde är havet kring Nya Kaledonien. Inga underarter finns listade i Catalogue of Life.